# Front Royal
Front Royal es una localidad del Condado de Warren, Virginia, Estados Unidos. Según el censo de 2000 tenía una población de 13.589 habitantes y una densidad de población de 565.4 hab/km².

## Demografía
Según el censo de 2000, había 13.589 personas, 5.425 hogares y 3.585 familias residiendo en la localidad. La densidad de población era de 565,4 hab./km². Había 5.752 viviendas con una densidad media de 239,3 viviendas/km². El 88,31% de los habitantes eran blancos, el 8,68% afroamericanos, el 0,28% amerindios, el 0,63% asiáticos, el 0,04% isleños del Pacífico, el 0,66% de otras razas y el 1,40% pertenecía a dos o más razas. El 2,13% de la población eran hispanos o latinos de cualquier raza.
Según el censo, de los 5.425 hogares en el 32,2% había menores de 18 años, el 46,8% pertenecía a parejas casadas, el 14,1% tenía a una mujer como cabeza de familia, y el 33,9% no eran familias. El 28,9% de los hogares estaba compuesto por un único individuo, y el 12,5% pertenecía a alguien mayor de 65 años viviendo solo. El tamaño promedio de los hogares era de 2,46 personas y el de las familias de 3,01.
La población estaba distribuida en un 25,7% de habitantes menores de 18 años, un 8,2% entre 18 y 24 años, un 28,7% de 25 a 44, un 22,8% de 45 a 64, y un 14,6% de 65 años o mayores. La media de edad era 37 años. Por cada 100 mujeres había 89,9 hombres. Por cada 100 mujeres de 18 años o más, había 86,0 hombres.
Los ingresos medios por hogar en la localidad eran de 34.786 dólares ($), y los ingresos medios por familia eran 42.863 $. Los hombres tenían unos ingresos medios de 32.477 $ frente a los 24.002 $ para las mujeres. La renta per cápita para la ciudad era de 17.901 $. El 12,5% de la población y el 9,1% de las familias estaban por debajo del umbral de pobreza. El 15,2% de los menores de 18 años y el 13,2% de los habitantes de 65 años o más vivían por debajo del umbral de pobreza.

## Historia
Front Royal, colonizada por el hombre blanco a principios de 1738, fue conocida originariamente como Lehentown y llamada también Helltown, debido a la afluencia de toscos y salvajes montañeros y viajeros de río de la zona que llegaron a la ciudad en busca de alcohol y mujeres. El topónimo «Front Royal» se incorporó en 1788.
El origen de su nombre es incierto. Una versión mantiene que, durante las primeras décadas de colonización europea, la zona se conocía en francés como «le front royal» (la frontera real), cuyo significado hacia referencia a la frontera británica. A mediados de 1700, colonos franceses, tramperos y exploradores del territorio del Ohio hicieron referencia a esta parte del terreno cedido por el rey Carlos II de Inglaterra, que por entonces estaba bajo el control de Thomas Fairfax, III Lord Fairfax de Cameron. «Le front royal» se tradujo al inglés como «Royal Frontier».
Sin embargo, otra versión legendaria de la época colonial acerca del origen del nombre, trata de un roble gigante (el árbol «Real» de Inglaterra) que estaba en la plaza pública, donde ahora se unen las calles Chester y Main. Era allí donde se instruía a la milicia local, integrada por reclutas novatos que aprendían paso a paso los comandos y las maniobras militares. En una ocasión, el sargento instructor, agotado, llegó a desesperarse tanto por los torpes esfuerzos de sus tropas y su incapacidad para seguir sus órdenes que se le ocurrió una frase que todos pudieran comprender y gritar: ¡Front Royal Oak!; cuyo significado era «frente al Roble Real».
Y una tercera versión sostiene que para acceder a la ciudad durante la estancia de las tropas en aquel lugar, el centinela decía en alto Front y requería la respuesta «Royal». Este puesto militar finalmente se conoció como el «Campamento Front Royal». La red ferroviaria, situada entre Manassas y Riverton, se estableció en 1854 con la construcción de una línea de ferrocarril que pasaba por las ciudades de Alexandria, Orange y el desfiladero de Manassas. Esta línea pronto se extendió hasta Strasburg, al tiempo que servía como pretexto para la Batalla de Front Royal, el 23 de mayo de 1862, y para la Guerra Civil. Tras la Guerra Civil, la industria maderera y manufacturera, junto con la agricultura y la molinería crearon empleo durante décadas.

## Turismo
En Front Royal se encuentra la Academia Randolph-Macon, fundada en 1892, desde donde se dirige el programa de las Fuerzas Aéreas JROTC (Junior Reserve Officers' Training Corps, por sus siglas en inglés). Este programa pretende infundir a los estudiantes de instituciones secundarias los valores de la ciudadanía, el servicio a los Estados Unidos, y la responsabilidad personal. Front Royal también alberga la Universidad de Christendom y el Centro de Conservación e Investigación Smithsoniano. En cuanto al ámbito comercial, la ciudad alberga el Virginia Inland Port, un puerto situado en la «carretera nacional» 522. Como muchos otros suburbios, Front Royal afronta el reto de generar empleo para su comunidad, y al mismo tiempo intenta evitar que se convierta en una ciudad dormitorio. La ciudad también debe hacer frente a las tensiones que existen entre antiguos habitantes y nuevos residentes, instalados hace 10 o 20 años, además de ciudadanos adinerados recién llegados, muchos de los cuales van a trabajar a diario al norte de Virginia y a Washington.

## Geografía
Según la Oficina del Censo de los Estados Unidos, Front Royal tiene un área total de 24,6 km² de los cuales 24,0 km² corresponden a tierra firme y 0,6 km² a agua. El porcentaje total de superficie con agua es 2,52%.